# Relations entre l'Inde et le Maroc
Les relations entre l'Inde et Maroc font référence aux relations bilatérales entre le Maroc et l'Inde. Le Maroc dispose d'une ambassade à New Delhi. Il a également un consul honoraire basé à Mumbai et, depuis 2021, un consulat honoraire à Calcutta. L'Inde pour sa part dispose d'une ambassade à Rabat. Les deux nations font partie du Mouvement des non-alignés.
Aux Nations unies, l'Inde a soutenu la décolonisation du Maroc et le mouvement indépendantiste marocain. L'Inde a reconnu le Maroc le 20 juin 1956 et a établi des relations dès 1957. En 2000, le retrait de la reconnaissance du Front Polisario par l'Inde, héritage des systèmes d'alliances de la guerre froide, a considérablement réchauffé les relations entre les deux pays. En 2015, le roi Mohammed VI a effectué une visite en Inde à l'occasion de laquelle il a rencontré le premier ministre indien Narendra Modi. Le ministère des Affaires extérieures du gouvernement indien déclare que "l'Inde et le Maroc ont entretenu des relations cordiales et amicales et, au fil des ans, les relations bilatérales ont connu une profondeur et une croissance importantes".

## Echanges et relations commerciales
Le Conseil indien des relations culturelles promeut la culture indienne au Maroc. Le Maroc cherche à renforcer ses relations commerciales avec l'Inde et recherche des investissements indiens dans divers secteurs. En 2019, l'Inde était le 17e partenaire du royaume chérifien. Près de 200 entreprises indiennes y sont installées, opérant dans divers domaines tels que l’industrie automobile et chimique, l’offshoring, l’hôtellerie et l’industrie pharmaceutique. Le Maroc pour sa part est très actif dans le domaine des phosphates. L'Office chérifien des phosphates est présent en Inde à travers plusieurs joint ventures et a bâti une usine d'engrais à Krishnapatam, dans le sud de l'Inde.